# پرسون سی. چنی
پرسون سی. چنی (به انگلیسی: Person C. Cheney) سناتور سابق عضو حزب جمهوری‌خواه ایالات متحده آمریکا بود. وی در سال ۱۸۸۶ تا ۱۸۸۷ میلادی سناتور ایالت نیوهمپشایر در سنای ایالات متحده آمریکا بود.